# Pohrdání
Pohrdání je francouzsko-italské filmové drama, které natočil režisér Jean-Luc Godard podle stejnojmenného románu Alberta Moravii. Uveden byl v roce 1963. Pojednává o mladém francouzském dramatikovi Paulu Javalovi (Michel Piccoli), kterému se dostalo úspěchu v Římě. Jeho manželku Camille hraje Brigitte Bardotová. V dalších rolích se představili například Jack Palance, Fritz Lang a Giorgia Moll. Snímek byl natočen v římském studiu Cinecittà. Kameramanem byl Raoul Coutard.